# 克拉斯諾茲納緬斯克 (加里寧格勒州)
54°56′32″N 22°29′23″E / 54.94222°N 22.48972°E
紅茲納緬斯克 （俄语：Краснозна́менск、德語： 或 Haselberg）是俄羅斯加里寧格勒州東部的一個城市。2002年人口3,751人。
1945年前為東普魯士的一部分，1938年因是古普魯士語詞而改用更具日耳曼色彩的Haselberg。1945年成為蘇聯的一部分並改現名。